# Наводнения в Эмилии-Романье (2023)
В мае 2023 года серия наводнений обрушилась на города Болонья, Чезена, Форли, Равенна и Римини и их окрестности в регионе Эмилия-Романья в Италии. Первые наводнения произошли между 2 и 3 мая, в результате их погибли два человека. Ещё одна серия наводнений началась 16 мая 2023 года и продолжалось по 18 мая, в её ходе погибло по меньшей мере 15 человек и 50 000 были вынуждены покинуть свои дома. За две недели выпала семимесячная норма осадков, что вызвало разлив 23 рек по всему региону. В некоторых районах почти половина среднегодовой нормы осадков выпала всего за 36 часов. Более того, произошло по меньшей мере 300 оползней. Наводнениями оказались затронуты 43 города. Департамент гражданской защиты Италии объявил наивысший (красный) уровень опасности в Эмилии-Романье. По сообщениям, наводнение стало самым мощным в Италии за последние 100 лет.

## События
После нескольких месяцев сильной засухи в период со 2 по 3 мая 2023 года на регион обрушились проливные дожди. Некоторые реки вышли из берегов в Романье. Погибли два человека. 12 мая на провинцию Болонья обрушился ливень, который вызвал незначительные наводнения.
К 16 мая на регион обрушился шторм «Минерва». Проливные дожди шли непрерывно в течение почти двух дней. 23 реки по всему региону вышли из берегов. В результате наводнения погибли 14 человек: семь в Чезене и Форли, шесть в Равенне, один в Болонье. Было зафиксировано свыше 300 оползней в четырёх провинциях. Более 50 000 человек были вынуждены покинуть свои дома. Шторм закончился во второй половине дня 17 мая. Однако в последующие дни наводнения продолжились. Департамент гражданской защиты Италии объявил красный уровень опасности в Эмилии-Романье.

## Последствия

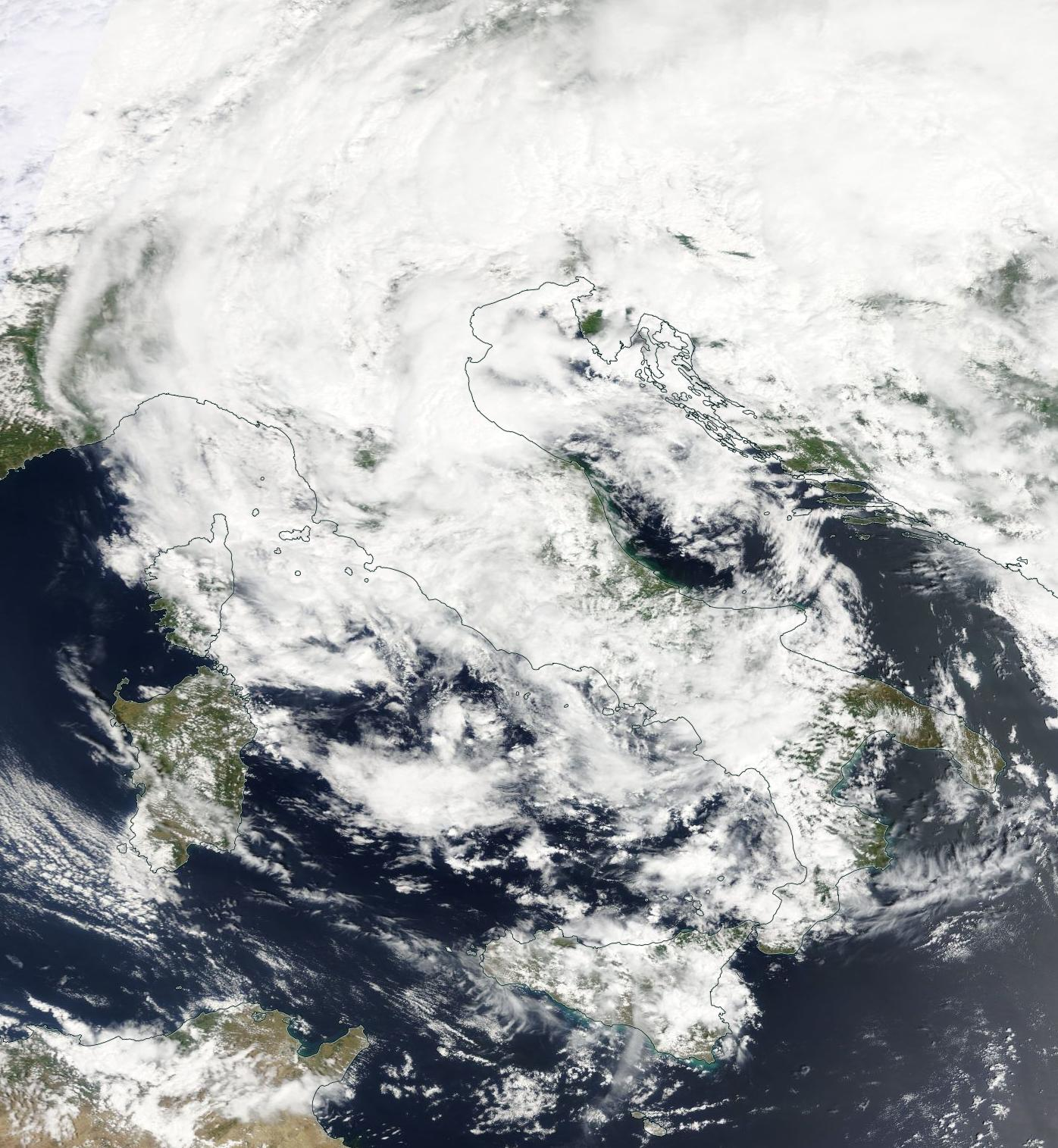
Шторм «Минерва» над Италией (16 мая)

17 мая Стефано Боначчини, губернатор Эмилии-Романьи, заявил, что «за последние 24 часа выпало более 300 миллиметров осадков», и охарактеризовал наводнения как «катастрофическое событие, невиданное ранее». Позже Боначчини также сравнил последствия наводнений с землетрясениями в Эмилия-Романья в 2012 году, заявив, что ущерб, вероятно, будет менее значительным, но всё же обойдётся региону в несколько миллиардов евро.
Лука Меркалли, президент Итальянского метеорологического общества, заявил, что «за 15 дней в одном и том же регионе были побиты два рекорда. Событие, подобное тому, что произошло 2 мая, может произойти раз в столетие, но затем ещё одно обрушилось на те же районы всего через 15 дней».
Многие мероприятия в регионе были отменены или отложены из-за наводнения. По всей агломерации Болонья, наряду со множественными перекрытиями дорог, были отменены все школьные и культурные мероприятия. Гражданам настоятельно рекомендовалось работать из дома. Был отложен ежегодный городской забег «СтраБолонья».
В преддверии Гран-При Формулы-1 Эмилии-Романьи 2023 года итальянское гражданское управление Protezione объявило красное погодное предупреждение для региона Эмилия-Романья, где должна была состояться гонка. 16 мая 2023 года всему персоналу Формулы-1 поступил приказ от FIA покинуть паддок, сославшись на меры предосторожности после того, как поступило сообщение о повышении уровня воды в близлежащей реке Сантерно. Из-за сильного дождя, наблюдавшегося в течение недели перед гонкой, и после ряда слухов, появившихся накануне, итальянское министерство призвало отложить гонку. В конце концов, гонка была отменена. В официальном заявлении Формулы-1 говорилось, что гонка была отменена, поскольку «было бы невозможно безопасно провести мероприятие для наших болельщиков, команд и нашего персонала», а также чтобы облегчить нагрузку на местные аварийные службы, поскольку они уже испытывали перегруженность из-за ущерба, нанесенного штормом. 
В спасательных операциях по всему региону участвовали, помимо других людских ресурсов, члены Protezione Civile, итальянского Красного Креста, и различных вооружённых и полицейских сил, включая итальянскую армию, военно-морской флот, военно-воздушные силы и карабинеров.

## Восстановление
Во время интервью на Rai Radio 1 18 мая 2023 года Джильберто Пикетто-Фратин, министр окружающей среды, объявил, что итальянская правительство введёт режим чрезвычайного положения во всех районах, пострадавших от наводнения с 23 мая. Решение, которое должно было получить официальное одобрение Министерства сельского хозяйства, было направлено на то, чтобы помочь работникам фермерских хозяйств получить более лёгкий доступ к компенсациям и другим экономическим мерам. В том же интервью Пикетто-Фратин объявил о немедленном введении в действие пакета мер по восстановлению национальной экономики, который приостановит обязательства выплачивать налоги и кредиты для всех граждан и предприятий, пострадавших от наводнений. Он также объявил о введении национального плана действий по восстановлению экономики, адаптации к изменению климата, признавая значительное влияние изменения климата на растущую частоту стихийных бедствий в Италии и во всём мире.
Формула-1 пожертвовала 1 миллион евро Агентству территориальной безопасности и гражданской защиты региона Эмилия-Романья. Компания Ferrari объявила о дополнительном пожертвовании в размере 1 миллиона евро на усилия по сбору средств в регионе после наводнения.
Страховыми компаниями Италии за 2023 год было выплачено около 800 млн евро в качестве возмещения ущерба от наводнений в Эмилии-Романье и Тоскане.
Государственная энергетическая компания Enel создала рабочую группу, которая будет сотрудничать с местными учреждениями для ремонта и восстановления систем распределения электроэнергии, повреждённых наводнениями.
В сентябре 2024 года Европейским советом было одобрено выделение 446 млн евро из Фонда солидарности Европейского Союза на ликвидацию последствий наводнений. Из них Эмилии-Романье выделено 378,83 млн евро, Тоскане — 67,81 млн евро.